# Charles Czernicki
 (septembre 2018).
Charles Auguste Hyppolite Czernicki (né le 6 septembre 1845 au Cannet et mort le 28 juillet 1917 à Montmorency est un médecin militaire français.

## Biographie
Fils de Jérôme Adolfe Czernicki, médecin général insurgé de 1831 et émigré et Ursule Fioupou, il étudie à Cannes, puis à l'école polonaise de Paris en 1856. Suivent les années au lycée Bonaparte de Paris et à la Sorbonne. Sorti en 1862, il entame ses années de médecine à l'école militaire de Strasbourg pour les terminer au Val-de-Grâce de Paris (il sort 1er sur les 76 étudiants). 
Il épouse en 1870 Pauline Hélène Matuszynska.
Il devient médecin attaché à l'armée du Rhin, avec laquelle il prend part à plusieurs batailles de la guerre de 1870. Lors de la campagne de Tunisie, il est médecin-major au 141e régiment d'infanterie, puis il est nommé secrétaire du comité consultatif du service de santé. Plus tard, il devient médecin-chef successivement aux hôpitaux de Belfort, Montpellier et Bordeaux. Au sein du service de santé du 18e corps d'armée, il est directeur de service, puis médecin-inspecteur avec le grade de général de brigade. Peu après, il est élevé à la dignité de commandeur de la Légion d'Honneur.
Veuf en 1907, il épouse en secondes noces Mme Jean-Berteroy à Montmorency en 1912. Il meurt le 28 juillet 1917 à Montmorency et sa dépouille repose au Cannet.

## Ouvrages
- Étude clinique sur la fièvre typhoïde
- Des Maladies des armées en campagne au point de vue de l'utilisation des sociétés de secours

dans l'Ordre de la Légion d'honneur
- Chevalier en 1891
- Officier en 1896
- Commandeur en 1907